# Тафсир Ибн Касира
Тафси́р Ибн Каси́ра (араб. تفسير ابن كثير‎) или Тафси́р аль-Кура́н аль-Ази́м (араб. تفسير القرآن العظيم‎) — тафсир (богословский комментарий) к священной книге мусульман — Корану, написанный Исмаилом ибн Касиром (1301—1373). Является одним из самых авторитетных и известных тафсиров у мусульман-суннитов. Аяты Корана в «Тафсире» Ибн Касира истолковываются с помощью других аятов, преданий от пророка Мухаммеда, слов его сподвижников и табиинов. Есть русский перевод этого тафсира.

## Список изданий
- В издательстве «аль-Манар» (Египет) в 1924 году, вместе с «Тафсиром» аль-Багави в 9 томах.
- В издательстве «аль-Истикама» (Каир) в 1953 году в 4 томах.
- В издательстве «аль-Мактаба ат-тиджарийя аль-кубра» (Каир) в 1953 году в 4 томах.
- В издательстве «Дар аль-Андалус» (Бейрут) в 1965 году в 4 томах.
- В издательстве «Ихъя ат-турас аль-Араби» в 1967 году в 4 томах.
- В издательстве «Дар аш-шааб» (Каир), дата издания неизвестна, с уточнениями Абд аль-Азиза Гунайма, Ахмада Ашура и Мухаммада Ибрахима аль-Банна в 8 томах.
- В издательстве «Дар аль-кутуб аль-ильмийя» (Бейрут) в 1985 году, при содействии Хусейна ибн Ибрахима Захрана в 4 томах.
- В издательстве «Дар аль-ма’рифа» (Бейрут) в 1986 году в 4 томах.
- В издательствах «Дар аль-Фикр» (Бейрут) и «Мактаба ар-Рияд аль-хадиса» (Эр-Рияд) в 1986 году в 4 томах.
- В издательстве «Дар ад-да’ва» (Стамбул) в 1987 году в 4 томах.
- В издательстве «Дар ар-рая» (Эр-Рияд) в 1993 году в 3 томах (при подготовке Мукбиля ибн Хади, Касима ибн Ахмада ан-Нуфайи и Касима ибн Абдуха аль-Удайни).
- В издательстве «Дар ас-салам» (Эр-Рияд) в 1993 году в 4 томах.
- В издательстве «Дар аль-Андалус» (Бейрут), дата издания неизвестна, в 7 томах.
- В издательстве «Дар Ибн аль-Джаузи» (Даммам) в 1996 году, с уточнениями Абу Исхака аль-Хувейни. Издано 2 тома.
- В издательстве «Дар ат-тайиба» (Эр-Рияд) в 1997 году, при содействии Сами ибн Мухаммада ас-Саламы.